# O Balladynie
O Balladynie – rozprawka Cypriana Kamila Norwida na temat Balladyny z 1860.

## O utworze
Norwid napisał wzorzec do odczytania Balladyny dla Mariana Sokołowskiego w 1860, a ten dołączył tekst do przygotowywanej do druku książeczki O Juliuszu Słowackim, która ukazała się w Paryżu u L. Martineta w lipcu 1861. 
Alegoryczne odczytanie tragedii przez Norwida wykazuje zadziwiające zbieżności z interpretacją Matejki. Według Matejki, jak notuje Tarnowski, Balladyna jest alegorią historii Polski. Dwie dziewczyny żyjące w chacie to początki polskiego społeczeństwa. Bohaterka olśniona blaskiem rycerza i podążająca za nim to warstwa wykształcającego się rycerstwa-szlachty. Jej zmowa z Kostrynem to konszachty magnatów z obcymi dworami. Koronacja Grabca – przypadkowość i nietrafność elekcji. Filon zakochany w umarłej Alinie – sentymentalne rozczulanie się nad ludem. Sąd wydany na siebie przez Balladynę, to rachunek sumienia i chęć poprawy, jakimi była Konstytucja 3 maja. Piorun, który zabija bohaterkę, to drugi i trzeci rozbiór Polski.
Te podobieństwa świadczą albo o lekturze odczytów Norwida przez Matejkę, albo jakimś pośrednictwie, przy czym najprawdopodobniejsze wydaje się pośrednictwo Mariana Sokołowskiego, przyjaciela Norwida i historyka sztuki. Nie można wreszcie wykluczyć, że źródłem zbieżności może być sam Słowacki. Gdyby to on był autorem alegorycznej interpretacji Balladyny, Norwid mógłby się o tym dowiedzieć rozmawiając z nim o swojej Wandzie w marcu 1849, Matejko zaś z ust swego nauczyciela Władysława Łuszczkiewicza, który mniej więcej w tym samym czasie rozmawiał ze Słowackim o stosunku poezji do malarstwa.

## Treść
Na pierwszy rzut oka ta tragedia wydaje się fantazją. Dzieje się tak dlatego, że Słowacki nie był architektem jak Zygmunt Krasiński, ani rzeźbiarzem jak Adam Mickiewicz, ale był poetą-malarzem, który może być kim chce. Po wtóre zaś dlatego, że autor wstawił do własnej tragedii teatr przenośny pełen zielonych gajów, chat, zrujnowanych baszt, co zaciera strukturę i szkielet dramatu. Idąc za zdaniem Augusta Cieszkowskiego, Norwid radzi nie lekceważyć świadectwa utworu, który mówi o innej epoce. Jeśli bowiem umie się korzystać ze światła takiego apokryfu można niemałą odnieść korzyść.
Następnie przytacza autor wizję muzyka, który jedną ręką gra na organach, a drugą muruje sklepienie, aby jego muzyka właściwie była usłyszana. Taki jest los polskiej pieśni. Po 1830 polscy twórcy wyruszyli szukać podań ludowych: bajek, legend, przysłów, a Chopin wygrywał w Paryżu mazurki i oberki. Był to efekt upadku powstania listopadowego, które nie umiało objąć elementów ludowych, że nastało kilkanaście lat literatury gminnej. Balladyna, napisana w 1839, jest dzieckiem tej epoki. Siostra głównej bohaterki, Alina, uosabia samo serce wielkiego i niewyrażonego pojęcia Ludu. Podczas gdy Balladyna, zabijająca za dzban malin, by zostać zoną hrabiego Kirkora, jest Parafiańszczyzną. Objęta godność zmusi ją do pojednania kłamstwa z tajemnicą. Pod wpływem tajemnicy nauczy się co powinien wiedzieć spowiednik, a czego wymaga stanowisko w społeczeństwie i stanie się siłą fatalną, która sprowadzi na siebie śmierć do pioruna z siebie poczętą. Tradycja, którą przedstawia w tragedii Pustelnik, nie uratowała Ludu przed Parafiańszczyzną. Objawiła natomiast Kirkorowi, prawdziwemu rycerzowi republikańskiemu, zrozumienie klejnotów korony Rzeczypospolitej. Ostatecznie okazało się wszystko za późno. Lud został po kryjomu zabity w lesie, Tradycja zamknięta została w pustelni, Mąż jedyny, prawdziwy przez fatalność tragedii został doprowadzony do zguby. Pozostała jedna Parafiańszczyzną z tłumem karierowiczów i w końcu piorun.
Postaci fantastyczne grają w tej tragedii rolę tła. Grabiec wyniesiony na najwyższe stanowisko dowodzi, że gdy indywidualności zaprzestając pełnienia służby, tło zaczyna być wszystkim i nosi imiona racji stanu i inne podobne. Galaretowata Goplana, wyanieliwszy się nad miarę , potrzebuje twardych kości rubasznego zakrystianina-pijaka. Pasterz Filon, po zabiciu Aliny, nie jest w stanie usłyszeć poezji rodzimych pól i lasów i swój liryzm zapożycza od Greków.